# Morpho peleus
Morpho peleus är en fjärilsart som beskrevs av Johannes Karl Max Röber 1903. Morpho peleus ingår i släktet Morpho och familjen praktfjärilar. Inga underarter finns listade i Catalogue of Life.